# Polycyrtus caudatus
Polycyrtus caudatus là một loài tò vò trong họ Ichneumonidae.